# Aviolet
Aviolet ist eine serbische virtuelle Fluggesellschaft mit Sitz in Belgrad und Basis auf dem Nikola-Tesla-Flughafen Belgrad. Das Unternehmen ist eine Tochtergesellschaft der Air Serbia, und wird durch sie betrieben und fliegt auch unter deren Code und Rufzeichen.

## Flugziele
Aviolet bedient Ziele in Griechenland, Spanien, Ägypten, Italien und der Türkei.

## Flotte

### Aktuelle Flotte
Mit Stand April 2021 hat die Fluggesellschaft keine eigenen Flugzeuge mehr. Aviolet stellte Anfang des Jahres 2021 ihre drei Boeing 737-300 nach 36 Jahren außer Betrieb.

### Ehemalige Flugzeugtypen
- Boeing 737-300